# ダイエー光明池店
ダイエー光明池店（ダイエーこうみょういけてん）は大阪府和泉市室堂町にある大型商業施設（ショッピングセンター）である。店番号は0311。ネットスーパー取扱店舗。

## 概要
泉北高速鉄道線 光明池駅前に1977年10月28日に開業した。
2014年10月11日に大幅な改装を行い、リニューアルオープンした。
2015年にダイエーがイオンの完全子会社となり、多くのダイエー店舗が「イオン」、「イオンフードスタイル」に転換されていく中、当店舗は引き続きダイエーが従来通りの名称で運営を行っているが、2017年以降は直営売り場を縮小し、エディオンやしまむら等の新たな専門店を導入している（エディオンは2023年7月に閉店し、店舗跡にはニトリデコホームが2024年1月に出店）。

## フロア構成
| 階      | フロア概要                       |
| ------- | -------------------------------- |
| 屋上    | フットサル ソサイチコート        |
| 3階     | 家電量販店と専門店のフロア       |
| 2階     | 日用雑貨・医薬品と専門店のフロア |
| 1階     | 食料品のフロア                   |
| 地下1階 | 屋内地下駐車場                   |

## テナント
公式サイト「フロアガイド」を参照。

## アクセス
- 南海泉北線 光明池駅から徒歩1分。